# Rümlang
Rümlang é uma comuna da Suíça, situada no distrito de Dielsdorf, no cantão de Zurique. Tem 12,39 km² de área e sua população em 2018 foi estimada em 8.170 habitantes.